# Rypellia flavipennis
Rypellia flavipennis är en tvåvingeart som först beskrevs av Fritz Isidore van Emden 1965.  Rypellia flavipennis ingår i släktet Rypellia och familjen husflugor. Inga underarter finns listade i Catalogue of Life.